# 埃尔图鲁尔加齐清真寺
埃爾圖魯爾加齊清真寺是位於土库曼斯坦首都阿什哈巴德的一座清真寺，它是以奥斯曼帝国建立者奥斯曼一世之父埃尔图鲁尔加齐的名字來命名的。埃爾圖魯爾加齊清真寺是阿什哈巴德的著名地標，該寺擁有四座叫拜樓，以及一座中央圓頂，建築內部的室內裝飾豪華，且飾有精美的彩色玻璃窗。
這座清真寺落成於1998年，其以白色大理石修築而成，使人極易把它與位於伊斯坦堡的蘇丹艾哈邁德清真寺聯想在一起。埃爾圖魯爾加齊清真寺一次最多可容納5,000名的信徒。但由於建造玻璃工程期間發生傷亡事故而少有禮拜者前來。

## 外部連結
- Owadan.net

37°55′59″N 58°23′56″E / 37.93306°N 58.39889°E